# Cape Town Open Education Declaration
De Cape Town Open Education Declaration is een internationale verklaring over Open access, open onderwijs en vrije leermiddelen. 
De verklaring is opgesteld tijdens een conferentie over open onderwijs in Kaapstad op 14 en 15 september 2007 door de Shuttleworth Foundation en het Open Society Institute. Het "doel van deze bijeenkomst is om het gebruik van open bronnen in het onderwijs te versnellen."
De verklaring roept leraren en studenten op om actief deel te nemen in de open onderwijs beweging in opkomst, roept uitgevers en leraren en scholen enz. op om onderwijsmateriaal open beschikbaar te stellen, en vraagt regeringen, schoolbesturen, universiteiten en hogescholen om open onderwijs een hoge prioriteit te geven. 
De Kaapstad Verklaring was op 27 september 2012 door 28 Nederlanders.